# Methanococcoides
Genre
Espèces de rang inférieur
- Methanococcoides alaskense
- Methanococcoides burtonii
- Methanococcoides methylutens

Methanococcoides est un genre d'archées de la famille des Methanosarcinaceae.